# 喬班拉爾
喬班拉爾是土耳其的城鎮，由阿菲永卡拉希薩爾省負責管轄，位於該國西部，距離首府阿菲永卡拉希薩爾25公里，面積422平方公里，海拔高度990米，2011年人口8,871。

## 外部連結
- District governor's official website（页面存档备份，存于） （土耳其文）

38°42′N 30°47′E / 38.700°N 30.783°E